# Недра (река)
Недра — река на севере Украины, приток Трубежа. Протекает по Бобровицкому району Черниговской области, а также по Згуровскому и Барышевскому районам Киевской области. На реке расположен город Березань.
Долина V-подобная, шириной 0,5-2 км, заболоченная, ширина от 0,5-0,7 до 2 км, река мелиорирована. Русло шириной 7-10 м, почти на всём расстоянии канализовано, построены шлюзы. Используется для хозяйственных нужд, рыболовства, разрабатываются месторождения торфа.

## Поселения на Недре
На Недре расположены следующие сёла (по порядку от истока): Молодёжное, Озеряны, Майновка, Щасновка, Осовец, Бригинцы, Новая Басань, Великий Круполь, Малый Круполь, Войтово, Пилипче, Ярешки, Лехновка, Недра, Садовое, город Березань.